# Iberer

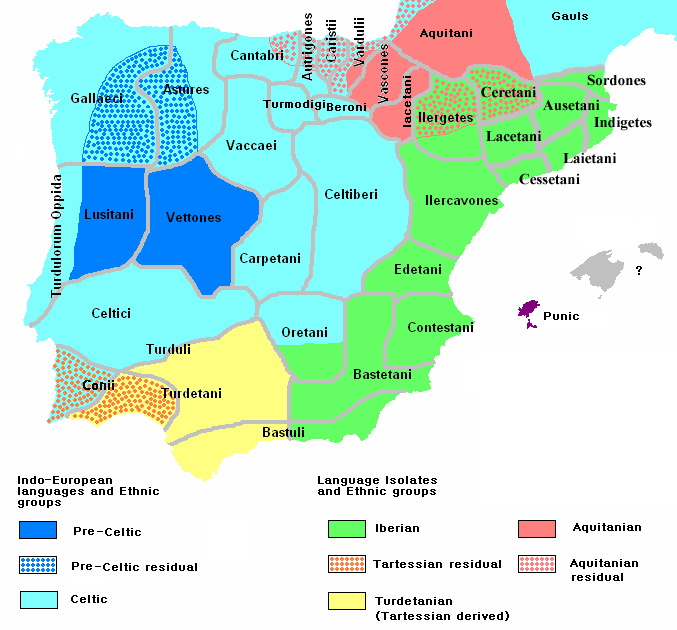
Iberiska halvön cirka 200 f.Kr.

Ibererna var ett av den Iberiska halvöns tidiga och numera utdöda folk.
Då ibererna första gången omtalas i skriftliga dokument på 600–500 f. Kr. bodde de på södra och östra delarna av Iberiska halvön. De västra och mellersta delarna av halvön beboddes då av ligurerna, vilka vid denna tid förde en kamp mot de då inträngande kelterna.
Under de följande århundraden verkar ibererna ha spridit sig över hela iberiska halvön under de att de blandade sig med de inträngande kelterna och nådde slutligen fram till Garonne och Rhône omkring 250–200 f. Kr. I södra Frankrike syns de ha trängts undan av kelterna. Ibererna förlorade efter romarnas erövring sin egenart. Deras kultur sönderföll i ett flertal stammar av vilka turdettaner, ilergeter och lusitaner är de mest kända.
Det finns olika teorier om iberernas ursprung:
- Några menar att de var en del av ursprungsbefolkningen i Europa.
- Andra menar att de ursprungligen kom från Nordafrika.
- Ytterligare andra menar att de härstammar från Kaukasus.

Senare blandades ibererna med invandrade kelter och bildade keltibererna.